# Chemin de fer de Saint-Jean-d'Angély à Cognac

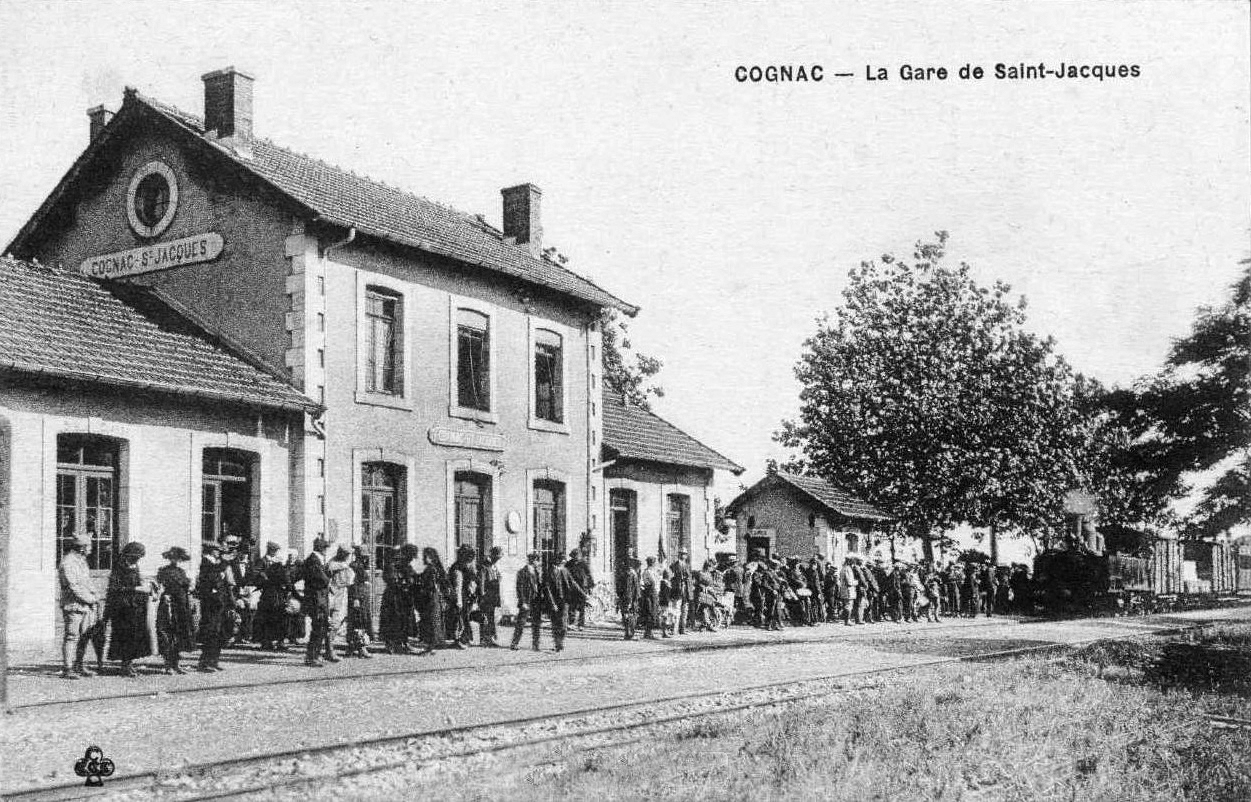
Gare de Cognac Saint-Jacques.

La ligne de Saint-Jean-d'Angély à Cognac est une ancienne ligne de chemin de fer secondaire à voie métrique, reliant Saint-Jean-d'Angély à Cognac en passant notamment par Matha et Burie. Elle était située sur les territoires des départements de la Charente-Maritime (Charente inférieure) et de la Charente, en France. Elle appartenait au CFD Réseau des Charentes et Deux-Sèvres.
D'une longueur de 44 km, la ligne fut exploitée pendant plus de 50 ans par la Compagnie de chemins de fer départementaux (CFD). C'est l'une des dernières lignes départementales supprimées en Charente avec la ligne d'Angoulême à Matha.

## Histoire

### Premiers projets
À la fin des années 1860, des études sont réalisés pour la création d'une ligne de chemin de fer par M. Desroches. En 1872, le projet se précise pour une « ligne de chemin de fer d'intérêt local à voie normale » reliant Cognac à Surgères en passant par Saint-Jean-d'Angély.
Dans la séance du 26 août 1872 le conseil général de la Charente doit se prononcer sur le projet de concession, attribuée à M. Descroches, de la partie de cette ligne sur le département, ceci ayant été déjà conclu le 12 février pour la partie du tracé située dans la Charente Inférieure.
Cette ligne est déclarée d'utilité publique le 5 avril 1873,.
En avril 1874, le conseil général est officiellement informé, par le préfet que M. Descroche a été déclaré en faillite et qu'il est en contact avec une Compagnie franco-anglaise qui a demandé par courrier à être substituée au concessionnaire défaillant.
Les premiers tracés sont effectués en 1875 et diffèrent légèrement du tracé définitif retenu.
En 1879, le Plan Freycinet définit 181 nouvelles lignes réparties sur tout le territoire français afin de compléter le réseau existant. Sur ce nombre, deux de ces lignes d'intérêt générale concernent le sujet : 
- la ligne no 80, de « Surgères à Marans » (longue de 31 km)
- la ligne no 82, de « Saint-Jean-d’Angély à Civray, avec embranchement sur Cognac, par Matha » (longue de 110 km).
En 1880, alors que la ligne devait être construite à voie normale pour constituer un itinéraire plus rapide entre Cognac et Paris, deux tracés sont proposés : une section entre Saint-Jean-d'Angély et Matha commune aux deux variantes et sensiblement identique à la version définitive.
La différence de tracé se fait entre Matha et Cognac, le premier tracé dessert  Thors, Bréville, Sainte-Sévère et Boutiers-Saint-Trojan, la ligne doit ensuite rejoindre la gare de Cognac par l'est de la ville.
Le second tracé prévoit de passer par Prignac, Migron, Saint-Sulpice et Cherves. La desserte de Burie n'est alors pas d'actualité car cela aurait entrainé un écart et une perte de temps trop importante pour une ligne à voie normale.

### Projet définitif et construction de la ligne
Le 28 mars 1893, la ligne est intégrée au réseau d'intérêt général. Il est alors décidé de construire la ligne à l'écartement métrique, moins coûteux. Le tracé évolue légèrement et intègre désormais une desserte de Burie (ce qui explique la courbe sévère au niveau de Burie qui n'était pas prévue sur les tracés initiaux pour une ligne à voie normale).
La concession retirée au concessionnaire initial qui n'a pas respecté ses engagements, est confiée, dès lors, à la compagnie des Chemins de Fer Départementaux (CFD). La construction débute en 1895. Une vigilance particulière est apportée afin qu'aucun bâtiment ne soit démoli sur le tracé.
Initialement prévue le 20 septembre, l'ouverture a lieu le 25 septembre 1896, soit près de 25 ans après les premiers projets de création de cette ligne, limitée à Saint-Jean-d'Angély où une autre ligne rejoint Surgères. Elle est également exploitée par les CFD avec trois aller retours quotidiens proposés.

#### De 1896 à la Première Guerre Mondiale
Le début de l'exploitation se passe sans incidents majeurs. En 1910, face aux demandes pressantes des municipalités de Cherves et de Migron, la compagnie autorise la construction de deux nouveaux arrêts, respectivement au Coudret et à la Tâche. Le 26 juillet 1916, à 16h20, un déraillement se produit au niveau de Crouin, à Cognac, juste avant que le train ne franchisse la Charente. Le déraillement, entraine la chute de wagons du talus ferroviaire. Par miracle, aucune victime n'est à déplorer.

#### L'Entre-deux guerres et Seconde Guerre Mondiale
La fréquentation, relativement basse, pousse la compagnie à augmenter le nombre d'arrêts proposés. De nombreux arrêts facultatifs sont ainsi créés.

### Fin de l'exploitation
La ligne ne parvient pas à se relever et sa fréquentation ne cesse de baisser du fait d'un entretien de la voie à minima, de l'exode rural et de la concurrence automobile, malgré l'arrivée d'autorails construits par les  "Etablissements Billard" ce qui  permet de faire sensiblement baisser le temps de trajet.
La ligne ferme à tout trafic le 31 décembre 1950, comme tout le réseau des Charentes et Deux-Sèvres. L'année suivante, la voie est déposée, et la plateforme déclassée. La vente des terrains, bâtiments et autres infrastructures dure jusqu'à la fin des années 1950.
En 1951, la plateforme de la ligne est réutilisée entre Saint-Julien-de-l'Escap et Fontenet - Varaize pour  faire circuler des trains de marchandises permettant de relier le nouveau camp militaire américain de Fontenet. Cette ligne fonctionna jusqu'au milieu des années 1960, date à laquelle le camp américain de Fontenet cesse son activité. De ce fait, elle est convertie à l'écartement normal. Elle est par la suite déferrée.

## Infrastructure

### La ligne

Plan de la ligne de Saint-Jean-d'Angély à Cognac

La ligne est construite entièrement en plateforme indépendante sur tout le trajet.
Du fait de son statut de ligne de chemin de fer et non de tramway, elle n'a pas été établie en accotement des routes, contrairement aux chemins de fer d'intérêt local. Elle ne possède ni courbes trop importantes, ni déclivités trop élevées. Cela s'explique par le fait que la ligne inscrite au Plan Freycinet et prévue pour être construite à voie normale.
L' excellent profil favorise des vitesses élevées, ce qui était  peu répandu pour des chemins de fer départementaux. La courbe la plus importante était de l'entrée en gare de Burie pour les trains en provenance de Saint-Jean-d'Angély.

### Gares, haltes et arrêts
La ligne dessert un nombre important de stations, dont certaines ont été ouvertes ultérieurement à sa mise en service .
À l'ouverture de la ligne, seuls les arrêts desservant directement les villages furent créés. Puis, dans les années 1910 deux nouvelles haltes apparaissent : Le Coudret et La Tâche, qu'on retrouve sur les horaires de 1912. L'ouverture des nombreux autres arrêts facultatifs est plus tardive : à la fin des années 1930, lorsque, à la recherche d'un nouveau souffle et afin d'attirer de nouveaux voyageurs, la compagnie décide la création de nombreux arrêts pour desservir le plus de hameaux possibles.
Ces arrêts plus tardifs ne correspondent plus aux normes CFD et ne possèdent qu'un simple abri, la plupart du temps en parpaings, érigés par les municipalités. La présence de cet abris n'est d'ailleurs pas confirmé pour tous les arrêts facultatifs.
| Gare, halte ou arrêt                                               | Type  | Ouverture | État actuel                                  |
| ------------------------------------------------------------------ | ----- | --------- | -------------------------------------------- |
| Saint-Jean-d'Angély                                                | Gare  | 1896      | Ouverte (pour la ligne Saintes-Niort)        |
| Saint-Julien-de-l'Escap                                            | Gare  | 1896      | BV devenu résidence privée                   |
| Le Petit-Cabaret                                                   | AF    | vers 1938 | Aucune trace                                 |
| Fontenet-Varaize                                                   | Gare  | 1896      | BV devenu résidence privée                   |
| Chagnon Saint-Même                                                 | Halte | 1896      | Aucune trace                                 |
| Aumagne-Reignier                                                   | Gare  | 1896      | BV devenu résidence privée                   |
| La Grange-Ville                                                    | AF    | vers 1938 | Aucune trace                                 |
| Blanzac-la-Brousse                                                 | Halte | 1896      | BV devenu résidence privée                   |
| Matha                                                              | Gare  | 1896      | BV devenu bâtiment municipal                 |
| Héritolle                                                          | AF    | vers 1938 | Aucune trace                                 |
| Prignac-Courcerac                                                  | Gare  | 1896      | BV devenu résidence privée                   |
| La Tâche                                                           | AF    | 1909      | Abri voyageur toujours présent, bon état     |
| Migron                                                             | Gare  | 1896      | BV devenu résidence privée                   |
| Le Défend                                                          | AF    | 1938      | Abri en ruine mais toujours présent          |
| Malbeteau                                                          | ?     | ?         | PN devenu résidence privée                   |
| Burie                                                              | Gare  | 1896      | BV devenu résidence privée                   |
| Peuyon                                                             | AF    | vers 1938 | Aucune trace                                 |
| Saint-Sulpice-Mesnac                                               | Gare  | 1896      | BV devenu bâtiment municipal                 |
| La Garnerie                                                        | AF    | vers 1938 | Aucune Trace                                 |
| Cherves                                                            | Gare  | 1896      | BV devenu résidence privée                   |
| Le Coudret                                                         | AF    | vers 1910 | Aucune trace                                 |
| Fontenille                                                         | AF    | vers 1938 | Aucune trace                                 |
| Cognac - Saint-Jacques                                             | Gare  | 1896      | BV détruit, ne reste qu'une aile marchandise |
| Crouin                                                             | AF    | vers 1930 | Aucune trace                                 |
| Cognac                                                             | Gare  | 1896      | Ouverte (pour la ligne Angoulême-Saintes)    |
| AF = Arrêt facultatif BV = Bâtiment voyageur PN = Passage à niveau |       |           |                                              |

Concernant l'arrêt de Malbeteau, aucune preuve n'a pu être établie sur la présence d'un arrêt à cet endroit (notamment sur les anciens indicateurs horaires), cependant, la rue porte le nom d'« Ancienne gare de Malbeteau ».
L'explication pourrait-être que cet emplacement ait pu servir d'arrêt avant la mise en service de l'arrêt du Défend qui fut assez tardive. Il est situé seulement à quelques centaines de mètres de Malbeteau.

### Ouvrages d'art
La ligne comprend peu d'ouvrages d'art, le profil étant relativement facile. L'ouvrage principal était un pont à tablier métallique et piles en pierre de taille permettant la traversée de la Charente. Il était désigné par le terme de « passerelle ». Le tablier métallique fut déposé en 1956.
Les piles ont disparu à la fin des années 1980, lors de la construction de la déviation de Cognac par la N 141 qui utilise entre le rond-point de Crouin et l'Hôpital de Cognac, le tracé de la voie ferrée.
Un autre pont métallique se situait entre les gares de Cherves et de Saint-Sulpice pour franchir l'Antenne. Ce pont est toujours visible et accessible au public. Il se trouve sur un chemin de randonnée et permet de traverser la rivière.

## Exploitation

### Matériel roulant
La ligne a vu circuler au lendemain de la Seconde Guerre mondiale des autorails Billard.

### Horaires
En 1899, la ligne compte 4 allers-retours journaliers, service qui était toujours d'actualité en 1912.
Il est probable que le service soit réduit pendant la Première Guerre mondiale. En 1943, à la veille de la Seconde Guerre mondiale, le service compte encore 3 A/R journalier qui desservent de nombreux arrêts.

### Intermodalité
Cinq gares existent où les correspondances sont possibles avec d'autres lignes de chemin de fer :  
- De Saint-Jean-d'Angély, des correspondances sont possibles vers Niort, Saintes via Taillebourg, Royan via Saint-Hilaire - Brizambourg et Saintes (Réseau de l'État) et Marans via Surgères (CFD) ; 
- De Saint-Julien-de-l'Escap, une ligne de la compagnie CFD en provenance de Saint-Jean-d'Angély bifurque en direction de Saint-Saviol ;

- De Matha, une ligne, de la compagnie CFD, joint  Angoulême ;

- De Burie, une ligne également exploitée par les CFD permet de rejoindre Saintes ;

- De Cognac, des correspondances sont assurées pour Saintes, Angoulême (Réseau de l'État) et Barbezieux (Chemins de fer Economiques des Charentes (EC)[28].

À noter cependant que les Chemins de fer économiques des Charentes possèdent leur propre gare et bâtiment voyageurs à Cognac.

Gares de correspondances
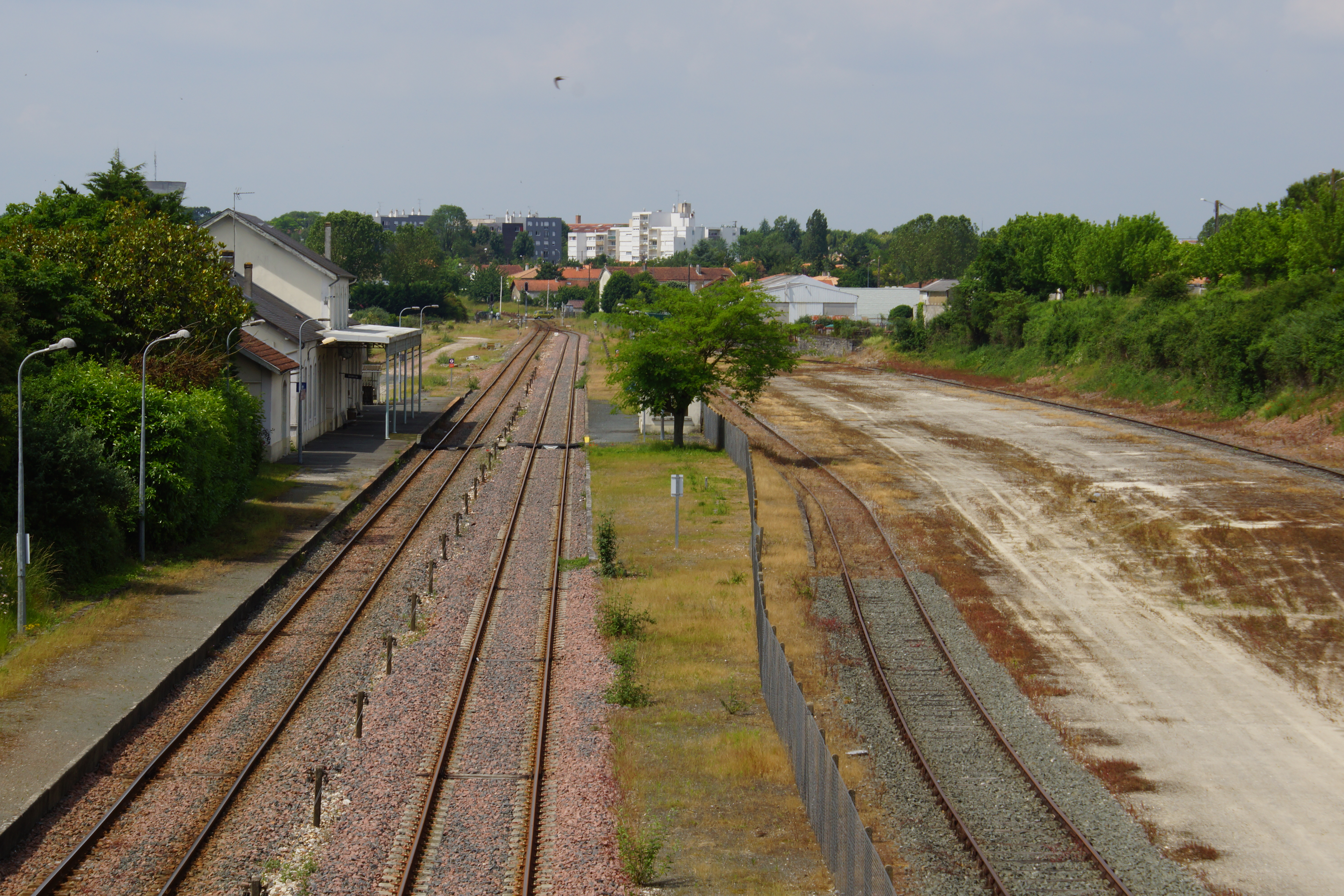
Gare de Saint-Jean-d'Angély, Voie 1 à gauche, voie 2 d'évitement au milieu, à droite, ancienne voie de garage ou de débord.
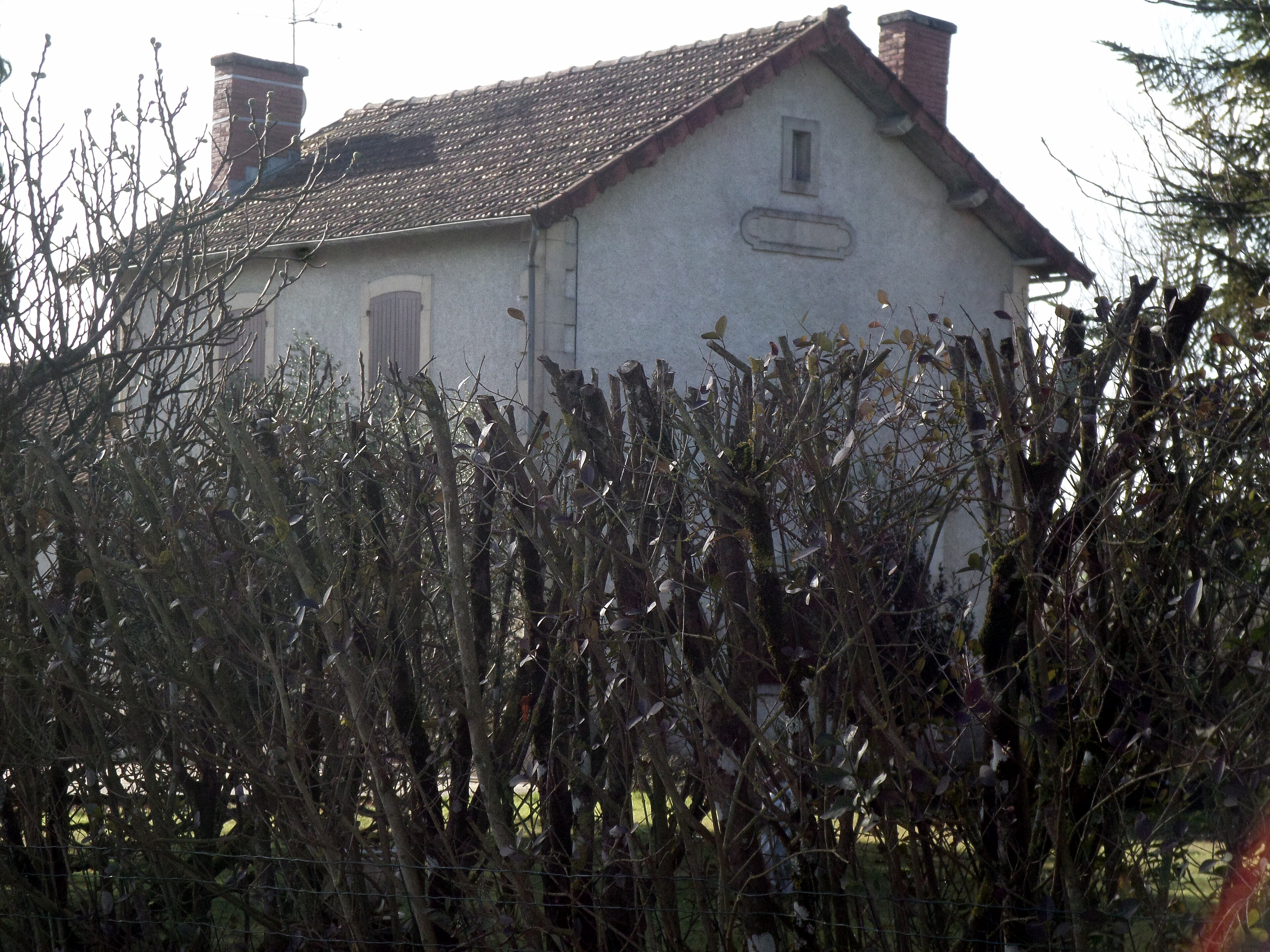
Bâtiment de la gare de Burie,  jonction avec la ligne vers Saintes
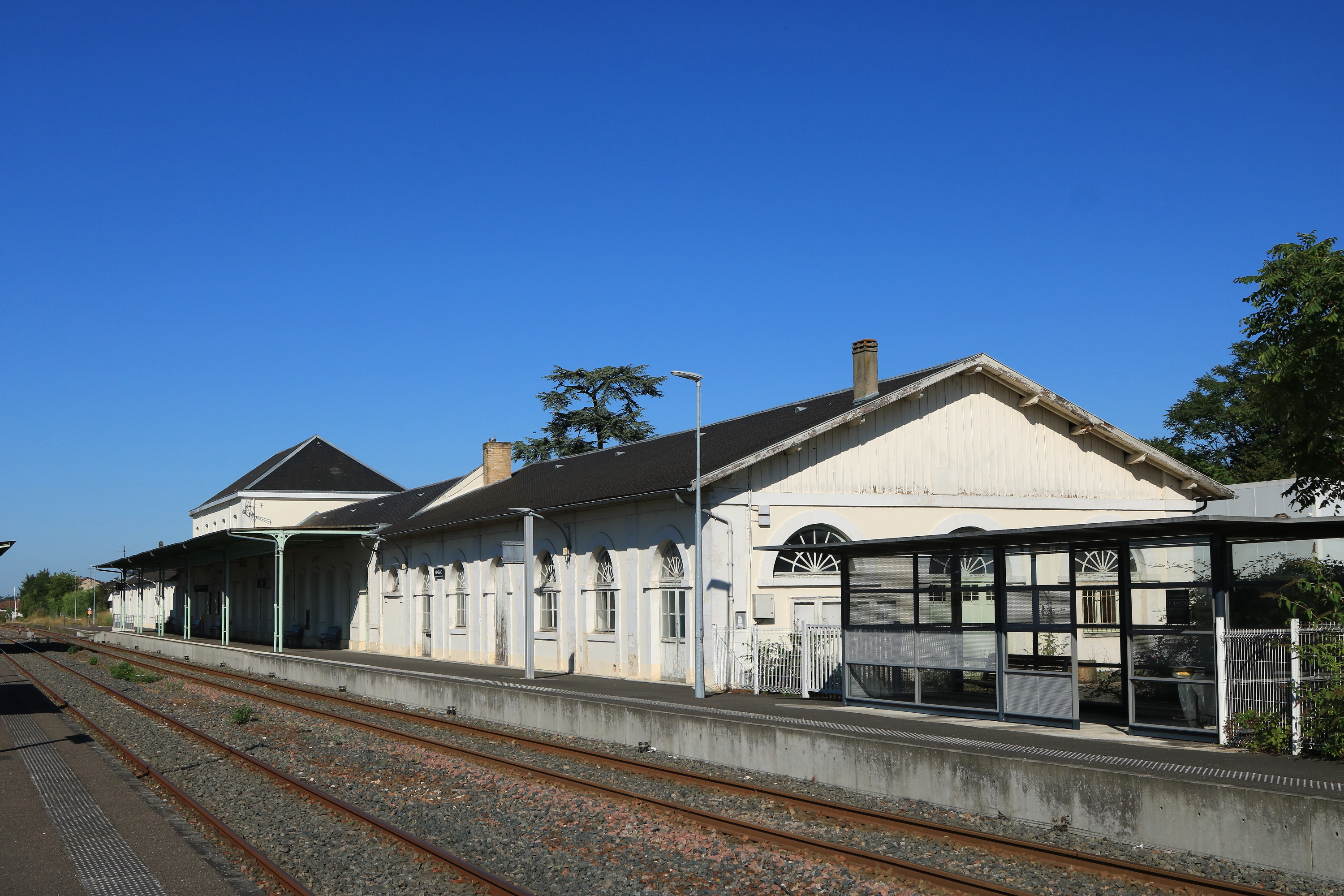
Gare de Cognac (Etat), Le terminus de la ligne métrique est situé dans la cour de la gare (non visible) face au bâtiment voyageur.

## Patrimoine ferroviaire

### Infrastructures

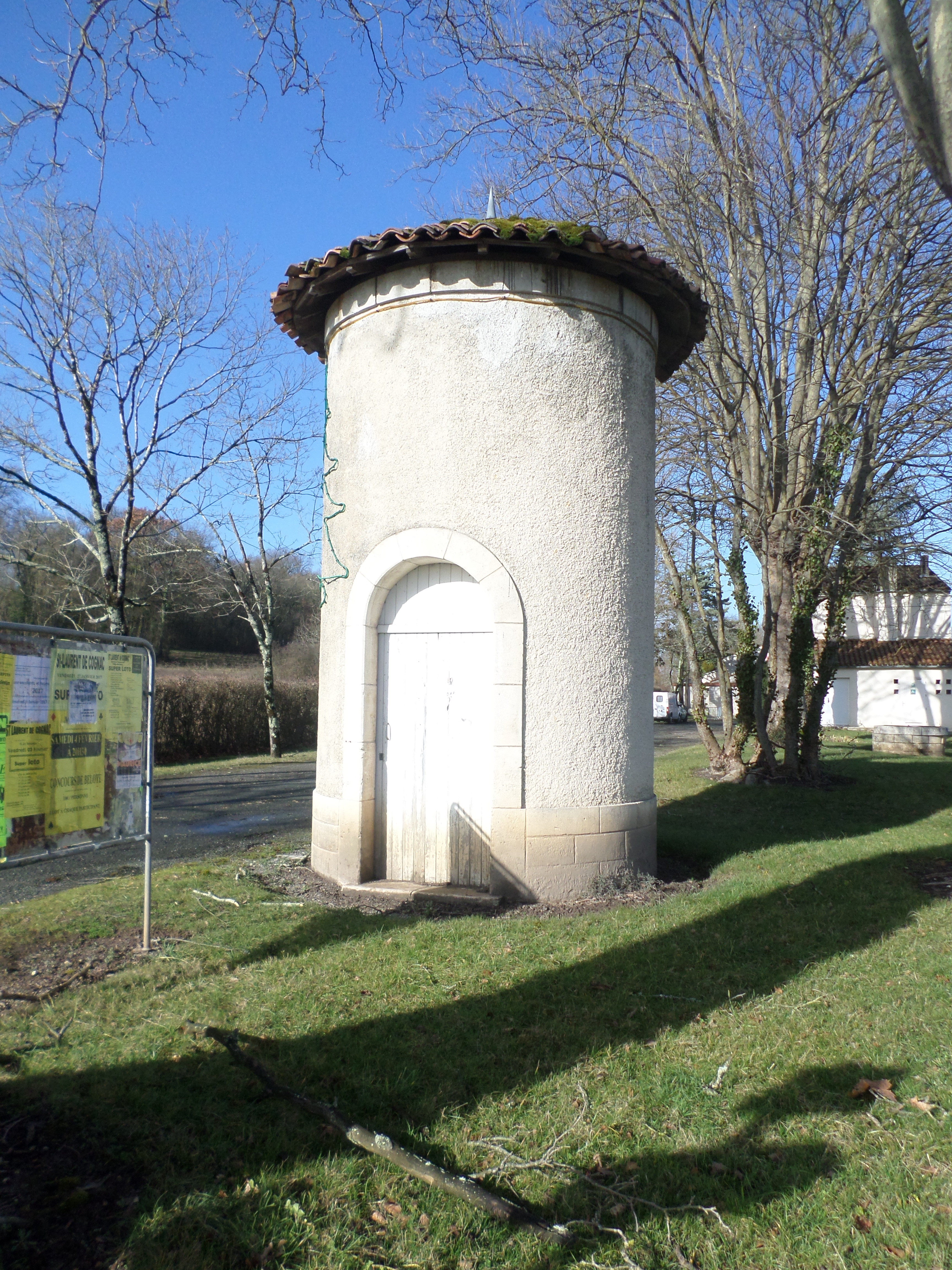
Ancienne base du château d'eau de Saint-Sulpice - Mesnac

De nombreux vestiges subsistent sur l'ancienne ligne, à commencer par les nombreux bâtiments voyageurs convertis en résidences privées. Du côté des ouvrages d'arts d'importance, seul un pont franchissant l'Antenne entre Saint-Sulpice - Mesnac et Cherves existe toujours.
En outre, d'autres éléments perdurent de nos jours, notamment de très nombreux petits ponts traversant une zone humide entre Burie et Matha, un château d'eau à Saint-Sulpice - Mesnac et un autre à Burie pour alimenter les locomotives à vapeur, une remise pour locomotives à Burie et une autre à Matha...
Le tracé de la voie a lui aussi été relativement bien conservé, étant devenue sur certaines sections, un chemin de randonnée. À Burie, et au niveau de l'ancien arrêt de La Défens, on peut également remarquer la présence de rails, toujours en place.

### Toponymie
La ligne de chemin de fer a également laissé des traces dans la toponymie locale : on constate par exemple, la présence d'un lieu-dit « La Gare », à l'emplacement de l'ancien arrêt du Coudret, à Cherves ; la rue du Pont de Fer à Saint-Sulpice ; lieu-dit « La Gare » et « Ancienne gare de Malbeteau » à Burie ; le chemin de la Gare à Prignac ; lieu-dit « La Gare » à Saint-Julien-de-l'Escap.